# Comuna Jõelähtme
Jõelähtme (în germană Jegelecht) este o comună (vald) din Comitatul Harju, Estonia.
Comuna cuprinde 32 de sate și 2 târgușoare (alevik) - Loo (Jõelähtme) și Kostivere (Jõelähtme).
Reședința comunei este satul Jõelähtme (Jõelähtme). Localitatea a fost locuită de germanii baltici.

## Localități componente

### Târgușoare (alevik)
- Loo (Jõelähtme)
- Kostivere (Jõelähtme)

### Sate
Între paranteze figurează denumirea respectivelor localități în limba germană.
- Aruaru (Arroaid)
- Haapse (Habsendorf)
- Haljava (Hallinap)
- Ihasalu (Iggosal)
- Iru (Hirweden)
- Jõesuu (Jöggis)
- Jägala (Jaggowal)
- Jõelähtme (Jõelähtme)
- Jägala-Joa (Jaggowal-Jogge)
- Kaberneeme (Schwedisch Kabberneem)
- Kallavere (Rootzi-Kallafer)
- Koila (Altenburg)
- Koipsi (Koips)
- Koogi (Kook)
- Kostiranna (Kostiranna)
- Kullamäe (Kullameggi)
- Liivamäe (Liwameggi)
- Maardu (Marderich)
- Manniva (Mannegel)
- Neeme (Nemment)
- Nehatu (Nehhat)
- Parasmäe (Parrenbeck)
- Rammu (Ramm)
- Rebala (Reppel)
- Rohusi (Rohx)
- Ruu (Ruh)
- Saha (Saage)
- Sambu (Sampis)
- Uusküla (Udiküll)
- Vandjala (Wandel)
- Võerdla (Worgel)
- Ülgase (Ilgossal)